# 酒井省吾
酒井 省吾（さかい しょうご、1960年9月23日 - ）は、日本のゲーム音楽作曲家、編曲家。かつてはデータイーストやハル研究所に所属。神奈川県出身。

## 経歴
神奈川県川崎市出身。明治学院大学経済学部卒業。中学時代にギターを購入してから作曲に熱中し、その後オリジナル曲を45曲作曲した。学生時代にはピアノも弾けないのにバンドでピアノ担当を申し出て、本番30日前からスタジオでピアノを猛練習して習得した。学生時代から作曲家・編曲家を志し、長洲忠彦に師事。テレビの音楽番組で、毎週のようにオーケストラ現場の場数を踏む。20代半ば頃にゲーム音楽に転向し、1987年、データイーストに入社。40本以上のタイトルに携わる。サウンドチーム『ゲーマデリック』ではSHOGOとして活躍した。
かつて開かれていたすぎやまこういち主催のオーケストラコンサートでは、自曲の編曲・指揮を務めた。2006年より開催されていたゲーム音楽コンサート「PRESS START」では、企画・主催メンバーの一人であり、2015年に閉演するまで自曲の編曲・指揮などに携わった。2018年5月には、糸井重里の指名で、前川清が歌う歌謡曲の作編曲も手がける。

### ハル研究所での活動
1996年、ハル研究所に移籍。糸井重里に惚れ込まれ、『MOTHER3』の開発に参加する。
『MOTHER3』は2000年から3年ほど開発が止まっていたが、酒井は開発初期から完成までメインスタッフとして関わり続けた。初期のメインスタッフで完成まで名を連ねたのは、酒井の他には任天堂の田邊賢輔などだった。糸井は酒井について、「彼なしではMOTHER3は完成しなかった」「彼はMOTHER3のシナリオを一番よく知っている」とインタビューで語っている。マジプシーと呼ばれる種族のキャラクターの名前に音楽用語であるモード（イオニアン、ドリアンなど）を当てはめることを考えたのも酒井である。
完成版にはサウンドプレーヤー機能で聴けるものだけでも250曲の楽曲を制作している。2006年9月22日、東京・渋谷で行われたゲームミュージックオーケストラで酒井が編曲したMOTHERメドレーが演奏された。さらに2006年11月2日、酒井が本作の楽曲を自ら編曲した音楽CDが、2007年2月7日にはサウンドトラックが発売された。
酒井はN64版『MOTHER3』の開発中止のため、ハル研究所所属としてのデビュー作は『大乱闘スマッシュブラザーズDX』となっている。のちに続編『大乱闘スマッシュブラザーズX』でも作曲・編曲を担当し、30人以上ものゲーム作曲家が参加した同作品の中でも最多クラスの編曲を担当した。本作では、「MOTHER3 愛のテーマ」などのMOTHERシリーズ音楽の編曲も一部担当している。
2023年初頭をもって同社を退社し、フリーランスとなった。フリーランスになった理由として「ひらめいたものをその場で作れたほうが絶対いいんですよ。ひらめきをすぐに処理するようにしたら、ふだんと比べて10倍の速度で仕事が進んだので、それでフリーになろうと思いました」と『Nintendo DREAM』のインタビューで答えている。

## 人物
同僚内ではゲーム下手で知られている。岩田聡からは、「音楽家として優秀であると同時に、「初心者モニターの代表」として、ずいぶん貢献してきてくれたんです」と評されている。『大乱闘スマッシュブラザーズX』では、酒井がアドベンチャーモード『亜空の使者』の「やさしい」をクリアしたことを受け、ディレクターの桜井政博が「アクションゲームが苦手な人でも大丈夫です」と述べている。
無類の猫好きであり、自宅では猫を約5匹飼っている。かつては猫10匹以上と犬1匹を飼っていた。
曲は完成したら会社の上層部に曲の扱いを丸投げする方針。一方で曲のクオリティは弦楽四重奏で演奏できるクオリティの曲、50年後も恥ずかしくない曲を心掛けている

## 作品

### メイン担当作品
- ヘラクレスの栄光シリーズ
  - ヘラクレスの栄光II タイタンの滅亡
  - ヘラクレスの栄光IV 神々からの贈り物
- 超人狼戦記 WARWOLF
- MOTHER3
- カメラであそぶ顔グライダー
- あつめて!カービィ（岩崎正明と共同）
- タッチ!カービィ スーパーレインボー（大原萌と共同）
- カービィ バトルデラックス!（大原萌と共同）
- はたらくUFO（大原萌と共同）

### 参加作品
- ドナルドランド
- ビー・バップ・ハイスクール 高校生極楽伝説
- サッカーリーグ ウィナーズカップ
- コブラコマンド（英語版）（ファミリーコンピュータ版）
- キャプテンシルバー（ファミリーコンピュータ版）
- ワールドグランプリ POLE to FINISH
- 魔界八犬伝 SHADA
- ドラゴンニンジャ（ファミリーコンピュータ版）
- ロボコップ（ファミリーコンピュータ版）
- ならず者戦闘部隊 ブラッディウルフ（PCエンジン版）
- ヘビーバレル（ファミリーコンピュータ版）
- バルダーダッシュ（ファミリーコンピュータ版）
- サイレントデバッガーズ
- ミッドナイトレジスタンス（メガドライブ版、崎元仁と共同）
- メタルマックス
- 空牙（メガドライブ版）
- キャプテン・アメリカ・アンド・ジ・アベンジャーズ
- ヘラクレスの栄光III 神々の沈黙
- スーパーバーディー・ラッシュ
- ファイターズヒストリーダイナマイト
- サイドポケット2
- メタルマックス リターンズ
- マジカルドロップ2
- 水滸演武
- 大乱闘スマッシュブラザーズDX（GC、安藤浩和・池上正・橘田拓人と共同）
- 星のカービィ 夢の泉デラックス（GBA、石川淳・安藤浩和・池上正と共同、サウンドチーフも担当）
- カービィのエアライド（GC、安藤浩和・池上正・石川淳と共同）
- 星のカービィ 参上!ドロッチェ団（DS、安藤浩和・石川淳・池上正と共同）
- 大乱闘スマッシュブラザーズX（Wii、西隆宏・岩崎正明・伊良波穣・尾崎景吾・石坂健太郎と共同）
- 星のカービィ 20周年スペシャルコレクション（Wii、安藤浩和・石川淳と共同）
- 引ク押ス（3DS、サウンドサポート）
- 大乱闘スマッシュブラザーズ for Nintendo 3DS / Wii U（3DS/Wii U、『暗黒竜と光の剣』出典の楽曲「ファイアーエムブレム」の流用など[9]）
- カタチ新発見! 立体ピクロス2（3DS、大原萌・安藤浩和と共同）

### 楽曲提供
- We miss you 〜愛のテーマ〜（作詞・糸井重里、歌・大貫妙子） - 作曲（「MOTHER3 愛のテーマ」に歌詞をつけた楽曲。アルバム『MOTHER3+』収録）
- 初恋 Love in fall（作詞・糸井重里、歌・前川清） - 作曲
- それは、ラララ（作詞・糸井重里、歌・前川清） - 作曲・編曲

### その他
- 星のカービィ - 音楽プロデュース（第72話以降）
- 星のカービィ25周年記念オーケストラコンサート - 編曲、「カービィのエアライドメドレー」指揮
- 星のカービィ 30周年記念ミュージックフェス - 「アンコール」指揮
- 書籍「岩田さん 岩田聡はこんなことを話していた。」（株式会社ほぼ日）の紹介動画BGM[10]